# Dagabur (sous-marin)
Le Dagabur est un sous-marin italien de la classe Adua, qui servit dans la Regia Marina durant la Seconde Guerre mondiale. 
Il est nommé d'après la ville de Degehabur (en italien : Dagabur), dans l'est de l'Éthiopie. Le sous-marin a joué un rôle mineur dans la guerre civile espagnole de 1936-1939 en soutenant les nationalistes espagnols.

## Caractéristiques
Les sous-marins de la classe Adua sont des sous-marins de petite croisière à simple coque, avec double fond central et bulges latéraux, pratiquement identiques à ceux de la série précédente Perla dont ils constituent une répétition. C'est la plus grande série de la classe 600. Ils donnent de bons résultats au cours du conflit, bien que leur vitesse de surface soit plutôt faible ; les bateaux sont robustes et maniables. Il y a de petites différences dans le déplacement et les détails de construction entre les unités construites sur des sites différents.
Ils déplaçaient 697,25 tonnes en surface et 856,40 tonnes en immersion. Les sous-marins mesuraient 60,18 mètres de long, avaient une largeur de 6,45 mètres et un tirant d'eau de 4,7 mètres.
Pour la navigation de surface, les sous-marins étaient propulsés par deux moteurs diesel de 600 chevaux (447 kW), chacun entraînant un arbre d'hélice. En immersion, chaque hélice était entraînée par un moteur électrique de 400 chevaux-vapeur (298 kW). Ces moteurs électriques étaient alimentés par une batterie d'accumulateurs au plomb composée de 104 éléments. Ils pouvaient atteindre 14 nœuds (26 km/h) en surface et 7,5 nœuds (13,9 km/h) sous l'eau. En surface, la classe Adua avait une autonomie de 3 180 milles nautiques (5 890 km) à 10,5 noeuds (19,4 km/h), en immersion, elle avait une autonomie de 74 milles nautiques (137 km) à 4 noeuds (7,4 km/h)
Les sous-marins étaient armés de six tubes lance-torpilles internes de 53,3 cm, quatre à l'avant et deux à l'arrière. Une torpille de rechargement était transportée pour chaque tube, pour un total de douze. Ils étaient également armés d'un canon de pont de 100 mm OTO 100/47 pour le combat en surface. L'armement antiaérien léger consistait en une ou deux paires de mitrailleuses Breda Model 1931 de 13,2 mm

## Construction et mise en service
Le Dagabur est construit par le chantier naval Cantieri navali Tosi di Taranto (Tosi) de Tarente en Italie, et mis sur cale le 16 avril 1936. Il est lancé le 22 novembre 1936 et est achevé et mis en service le 9 avril 1937. Il est commissionné le même jour dans la Regia Marina.

## Historique
Le Dagabur était l'un des rares sous-marins construits par le chantier naval Tosi. Le 25 avril 1937, il est affecté au 43e escadron de sous-marins à Tarente. Au cours de l'année 1937, il effectue des entraînements et des exercices dans le Dodécanèse et en Libye.
En août-septembre 1937, il est déployé en mer Égée, et effectue trois missions pendant la guerre civile espagnole, sans toutefois obtenir de résultat. Au cours de la première, le 13 août 1937, le Dagabur attaque sans succès un navire lors d'une patrouille en mer Égée.
En 1938, il est réaffecté  à Tobrouk, tandis que deux ans plus tard, en 1940, il est transféré au 46e escadron (IVe groupe de sous-marins) basé d'abord à Tarente, puis à Augusta
Au moment de l'entrée dans la Seconde Guerre mondiale de l'Italie, le commandant du Dagabur est le lieutenant de vaisseau (tenente di vascello) Domenico Romano.
Pendant l'année 1940 et les premiers mois de 1941, le sous-marin opère à la fois dans le golfe de Tarente et, avec des tâches offensives, dans les eaux de la Libye et de la Tunisie.
Le 29 mars 1941, il est envoyé, avec deux autres sous-marins, entre Alexandrie et le cap Krio. Les trois unités - placées à une cinquantaine de milles nautiques (96 km) d'intervalle - auraient dû former un barrage pour couvrir l'escadron de combat engagé dans l'opération "Gaudo", mais aboutit au désastre du cap Matapan. À 20h27 du 30, le Dagabur aperçoit - à la position géographique de 33° 47′ N, 25° 24′ E - le croiseur léger HMS Bonaventure (31) qui escorte, avec trois destroyers, deux transports et se trouve dans une position et des conditions idéales pour la mise à l'eau. La silhouette du croiseur est parfaitement reconnaissable car il est à contre-jour au moment du coucher du soleil, en outre le croiseur avance à faible vitesse. À 20h37, le Dagabur lance deux torpilles et entend deux bruyantes détonations. On ne sait rien de l'issue de l'attaque, mais il est probable que le Bonaventure a été endommagé,. Quelques heures plus tard, le navire britannique a été torpillé et coulé par le sous-marin Ambra, tapi à 52 milles nautiques (100 km) au sud-est du Dagabur.
Le capitaine de corvette Alberto Torri a ensuite pris le commandement de l'unité.
Le 14 décembre de la même année, le Dagabur attaque le sous-marin britannique HMS Talisman. Il s'ensuit un engagement de surface avec tirs réciproques de canons et de torpilles, qui aboutit à une impasse,.
Plus tard, le commandement du sous-marin revient au lieutenant de vaisseau Renato Pecori.
Début août 1942, il quitte Cagliari et est envoyé au sud d'Ibiza et de Majorque et au nord de l'Algérie, dans une zone située entre les méridiens 1°40' E et 2°40' E. Le 10 août, il reçoit l'ordre de signaler l'observation d'unités ennemies et de n'attaquer qu'après. En effet, l'opération britannique "Pedestal" avait commencé, visant à approvisionner Malte, opération qui aboutit alors à la bataille de la mi-août, et il fallait que le convoi britannique soit attaqué par de nombreux sous-marins,. Le 11, il aperçoit la force britannique "Bellows", composée du porte-avions HMS Furious (47) et de huit destroyers, au sud des Baléares et tente de manœuvrer en approche en surface mais il est repéré. Il est attaqué et éperonné par le destroyer HMS Wolverine (D78) et coule sans survivants, à la position géographique de 37° 18′ N, 1° 58′ E,. Le Wolverine subit également de graves dommages lors de la collision, ayant dû retourner, escorté et assisté, à Gibraltar,.
Avec le Dagabur a coulé le commandant Pecori, 5 autres officiers et 39 sous-officiers et marins.
Le sous-marin avait effectué un total de 23 missions de guerre, couvrant un total de 15 085 milles nautiques (27 938 km) en surface et 3 377 milles nautiques (6 255 km) en immersion.